# 岸道郎
岸 道郎（きし みちお、1949年（昭和24年）9月2日 - ）は、日本の海洋物理学者。北海道大学名誉教授、ダッカ大学海洋学部非常勤教授。。専門は、海洋生態系モデリングなど。農学博士（東京大学、1983年）。父は、日本道路公団初代総裁の岸道三。

## 略歴
東京都出身。東京大学大学院理学系研究科で海洋物理学、東京大学海洋研究所で水産海洋学、北海道大学大学院水産学研究科・水産学部では生態系モデルを用いた海洋生態系の研究に従事。北太平洋生態系モデル「NEMURO」を北太平洋海洋科学機構 (PICES) において中心となって作成し、魚類成長モデルや資源解析へと発展させた。国際的には、国際地圏生物圏プログラム (IGBP) などで活躍。気候変動に伴う海洋生物資源の変化予測に向けた研究などに従事した。

## 学歴
- 1949年（昭和24年）：東京都生まれ。
- 1962年（昭和37年）3月：永田町小学校（現：麹町小学校）卒業
- 1965年（昭和40年）3月：麻布中学校卒業
- 1968年（昭和43年）3月：麻布高等学校卒業
- 1973年（昭和48年）3月：横浜国立大学工学部電気工学科卒業（工学士）
- 1975年（昭和50年）3月：東京大学大学院理学系研究科修士課程修了（理学修士）
- 1978年（昭和53年）3月：東京大学大学院理学系研究科博士課程単位取得退学
- 1979年（昭和54年）4月：東京大学海洋研究所入所
- 1983年（昭和58年）12月：農学博士（東京大学）

## 職歴
- 1978年（昭和53年）4月：日本学術振興会奨励研究員
- 1987年（昭和62年）4月：東海大学海洋学部非常勤講師
- 1989年（平成元年）5月：東京大学海洋研究所助手
- 1995年（平成7年）4月：トキワ松学園横浜美術短期大学非常勤講師
- 1997年（平成9年）9月：北海道大学水産学部教授
- 2000年（平成12年）4月：同・大学院水産学研究院・大学院環境科学院 教授（2015年まで）
- 2014年（平成26年）4月：ダッカ大学海洋学部非常勤教授（2017年まで）
- 2015年（平成27年）4月：北海道大学名誉教授
- 2017年（平成29年）4月：桜美林大学LA学群非常勤講師（2020年まで）

### 学外における役職
- 1992年（平成4年）：水産海洋学会幹事
- 1994年（平成6年）：水産海洋学会常任幹事
- 1995年（平成7年）：日本海洋学会幹事・評議員・「海の研究」編集委員
- 1996年（平成8年）：国際生態モデリング学会副会長、Editor of "Ecological Modelling" and "Journal of Marine Systems"
- 1997年（平成9年）：水産海洋学会監査
- 2013年（平成25年）：Fisheries Oceanography : Editor Asia
- 2017年（平成29年）：水産海洋学会 監事
- 2016年（平成28年）：村上産業株式会社監査役

## 博士論文
- 1983年 - 岸道郎『沿岸域エコシステムの数値的研究』東京大学。

## 主な学術賞
- 1997年（平成9年） - 海洋理工学会論文賞（共著）("A Numerical experiment to estimate biological effects of the absorption of CO2 in the North Pacific surface water.")
- 2005年（平成17年） - 水産海洋学会「宇田賞」（「海洋生態系の数値モデル研究」）
- 2006年（平成18年） - 日本海洋学会賞（「海洋生態系の数値モデル研究」）